# Chiesa di San Nicolò (Peseggia)
La chiesa di San Nicolò Vescovo è la parrocchiale di Peseggia, frazione di Scorzè, in città metropolitana di Venezia e diocesi di Treviso; fa parte del vicariato di Noale.

## Storia
All'inizio del XX secolo la parrocchia, indipendente dalla matrice Martellago sina dal 1334, si riuniva presso la piccola chiesa settecentesca, tuttora esistente e della quale si possono ancora ammirare l'elegante facciata e, all'interno, preziosi stucchi e affreschi. Il campanile, ora abbattuto, era invece risalente al XVI secolo, ma risultava pericolante, perciò nel 1927 si decise per la costruzione dell'attuale torre, progettata da Luigi Candiani. Con l'occasione, si decise di dotare la parrocchia di una nuova chiesa, ben più grande della precedente, affidandone la progettazione al medesimo architetto trevigiano.
L'edificio fu benedetto il 15 settembre 1940 dal vescovo di Treviso Antonio Mantiero e nell'occasione all'antica dedicazione a San Nicola di Bari fu aggiunto anche il titolo di "santuario dell'Addolorata". La costruzione fu alquanto problematica: nel 1938 il cantiere fu colpito da una tromba d'aria che provocò il crollo delle mura portanti; i lavori poterono riprendere grazie ai fondi offerti da varie parrocchie della diocesi, dalla diocesi stessa, dal comune, dalla prefettura di Venezia e dallo Stato. A seguito del completamento degli affreschi dell'abside, il 25 settembre 1952 la chiesa fu solennemente consacrata da Mons. Mantiero.

## Descrizione

### Esterno
L'esterno della chiesa rivela l'eclettismo dello stile architettonico scelto dal Candiani: prevalentemente neoromanico ma con chiari influssi bizantini. La facciata, a salienti, in mattoni ma rifinita in marmo, ha tre ingressi, uno per navata, e un piccolo rosone centrale. Tre le statue sopra il portale principale, con al centro quella del Titolare.

### Interno
L'interno, a tre navate con pianta a croce latina, è assai luminoso. Nell'abside, l'affresco del catino è della metà del XX secolo e rappresentano il tema del Buon Pastore, mentre le due grandi tele ai lati dell'altare, della pittrice Anna Telova, raffiguranti l'Ultima Cena e la Risurrezione sono del 2014. Qui sono ospitati anche tre preziosi busti in terracotta, del XV secolo, di San Benedetto da Norcia, San Sebastiano e San Bernardino da Siena.
In Cornu Epistulae, accanto al Maggiore è l'altare di San Nicolò, con pala ottocentesca di Antonio Buratti. Al fondo del transetto, nello stesso lato, il fastoso altare del Sacro Cuore, sormontato da corona e ricco di marmi secenteschi, antico altar maggiore nella precedente chiesa. La pala, della metà dal novecento, è di scarso valore. Sul lato opposto, speculare a quello del Sacro Cuore v'è l'altare della Madonna del Rosario con marmi e pala, pregevole, risalenti al XVII secolo. Quindi, al fondo della navata laterale, l'altare di San Giuseppe con marmi secenteschi e pala del secolo successivo di scarso interesse. Il fonte battesimale, vicino all'ingresso, è datato 1565.

### Organo a canne
L'antico organo a canne, pensato e realizzato per la cantoria della vecchia chiesa, è stato spostato, nel 1939 nel nuovo tempio, assai più grande, dove si è dimostrato sempre insufficiente e sproporzionato. Posto dietro l'altar maggiore, è stato costruito dai Fratelli Bazzani nel 1861, quindi trasferito dalla Fabbrica Organi Ruffatti. A trasmissione meccanica per i registri e per l'unico manuale. Da decenni giace abbandonato e pressoché insuonabile. È dotato di 8 registri reali al manuale, mentre il pedale è privo di registri propri e funziona solo accoppiato al manuale. 

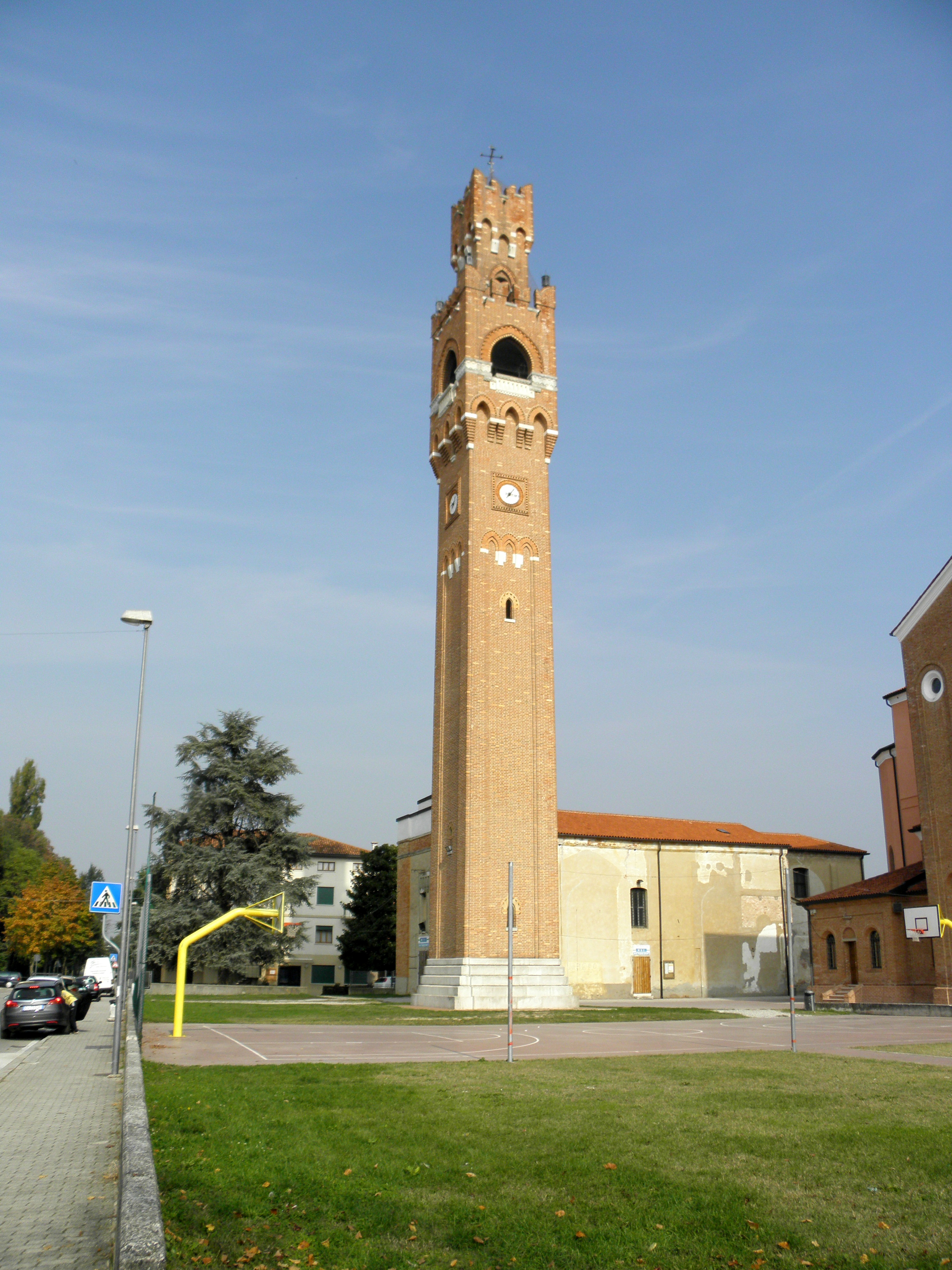
Il campanile.

## Campanile
Il campanile, inaugurato il 15 settembre 1929, si ispira alle torri medievali di Firenze e Siena. È alto 54 metri e ospita un concerto di 4 campane, più un campanello, realizzato nella seconda metà del XX secolo.